# 托泽尔
托泽尔（阿拉伯语： Tozirⓘ；柏柏尔语：Tuzer / ⵜⵓⵣⴻⵔ）是突尼斯西部的一座绿洲城市，托泽尔省省会。位于杰里德大盐湖西北岸，绿洲内拥有大量的棕榈和椰枣树林，盛产椰枣。古代为撒哈拉沙漠地区交通贸易线上的重要城市。